# Saori Oguri
Saori Oguri (小栗左多里 'Oguri Saori'?,  nacida el 10 de diciembre, 1966) es una mangaka japonesa, oriunda de Gifu. Oguri se graduó de la Universidad de Arte Tama, donde estudió diseño gráfico. En 1995, Oguri debutó profesionalmente con el trabajo llamado Sora ni makka na mono relu, el cual fue publicado por una revista de shōjo, Chorus (publicada por la editorial Shueisha). 
Oguri es conocida por la serie de historietas-ensayo, Darling Gaikokujin wa (literalmente "Mi marido es un extranjero"), conocida en inglés como Is He Turning Japanese?, que retrata su vida con su marido, Tony László, con quien también es coautora de Darling no atamannaka (Dentro de la mente de su marido), una historieta-ensayo sobre el inglés y la lingüística.

## Lista de trabajos
- Onegai kami-sama (1998, Shueisha)
- Kono ai no hate ni (2000, Shueisha)
  1. Vol. 1 (2001, Shueisha)
  2. Vol. 2 (2001, Shueisha)
- Darling wa Gaikokujin series
  1. Darling wa Gaikokujin (2002, Media Factory)
  2. Darling wa Gaikokujin 2 (2004, Media Factory)
  3. Darling no atamannaka (coproducido con Tony László, 2005, Media Factory)
- Ēgo ga dekinai watashi o semenaide!―I want to speak English! (2004, Yamato Shobō) (Edición de bolsillo publicada in 2006)
- Konna watashi mo shugyō shitai! seishin michi nyūmon (2004, Kentōsha)
- Kanayako (2004, Media Factory)
- Tony ryū shiawase o saibai suru hōhō (solo ilustraciones) (2005, Softbank Creative Corporation)
- Saori & Tony Bōken kikō Hawaii de dai no ji (2005, revistas Sony)

## "Saori Oguri" u "Oguri Saori?"
When Oguri romaniza su nombre en su sitio web oficial, ella mantiene su apellido primero, en el orden tradicional japonés. 